# Rhoma Irama
 (mai 2016).
Si vous disposez d'ouvrages ou d'articles de référence ou si vous connaissez des sites web de qualité traitant du thème abordé ici, merci de compléter l'article en donnant les références utiles à sa vérifiabilité et en les liant à la section « Notes et références ».
Rhoma Irama, né le 11 décembre 1946 à Tasikmalaya en Indonésie, est un chanteur et un acteur qui fut très populaire dans son pays dans les années 1970. Il s'est surnommé Roi du dangdut (la Reine étant Elvy Sukaesih).

## Discographie
- 1974 : Ke Bina Ria
- 1975 : Raja Dan Ratu - Rhoma Irama et Elvy Sukaesih
- 1975 : Joget
- 1977 : Hak Asasi
- 1977 : Gitar Tua Oma Irama
- 1978 : Begadang
- 1978 : Rupiah
- 1978 : Berkelana
- 1981 : Begadang II
- 1982 : Sahabat
- 1983 : Indonesia

## Filmographie
- 1976 : Oma Irama Penasaran
- 1977 : Gitar Tua Oma Irama
- 1977 : Darah Muda
- 1978 : Rhoma Irama Berkelana I
- 1978 : Rhoma Irama Berkelana II
- 1978 : Begadang
- 1978 : Raja Dangdut
- 1979 : Cinta Segitiga
- 1979 : Camelia
- 1980 : Perjuangan dan Doa
- 1980 : Melody Cinta Rhoma Irama
- 1981 : Badai Diawal Bahagia
- 1984 : Pengabdian
- 1985 : Kemilau Cinta di Langit Jingga
- 1986 : Menggapai Matahari I
- 1986 : Menggapai Matahari II
- 1987 : Nada-nada Rindu
- 1988 : Bunga Desa
- 1990 : Jaka Swara
- 1991 : Nada dan Dakwah
- 1993 : Takbir Biru